# Odontites salina
Odontites salina là loài thực vật có hoa thuộc họ Cỏ chổi. Loài này được Kotov mô tả khoa học đầu tiên.